# Dèssovo
Dèssovo (en macedònic Десово) és un poble situat al municipi de Dòlneni, al centre de Macedònia del Nord.
L'any 2002 es va realitzar un cens, determinant que al poble hi havia una població de 1.026 habitants, dividits ètnicament de la següent manera:
- Albanesos: 289
- Bosniacs: 212
- Macedonis: 148
- Turcs: 8
- Serbis: 4
- Altres: 365